# Paarlauf

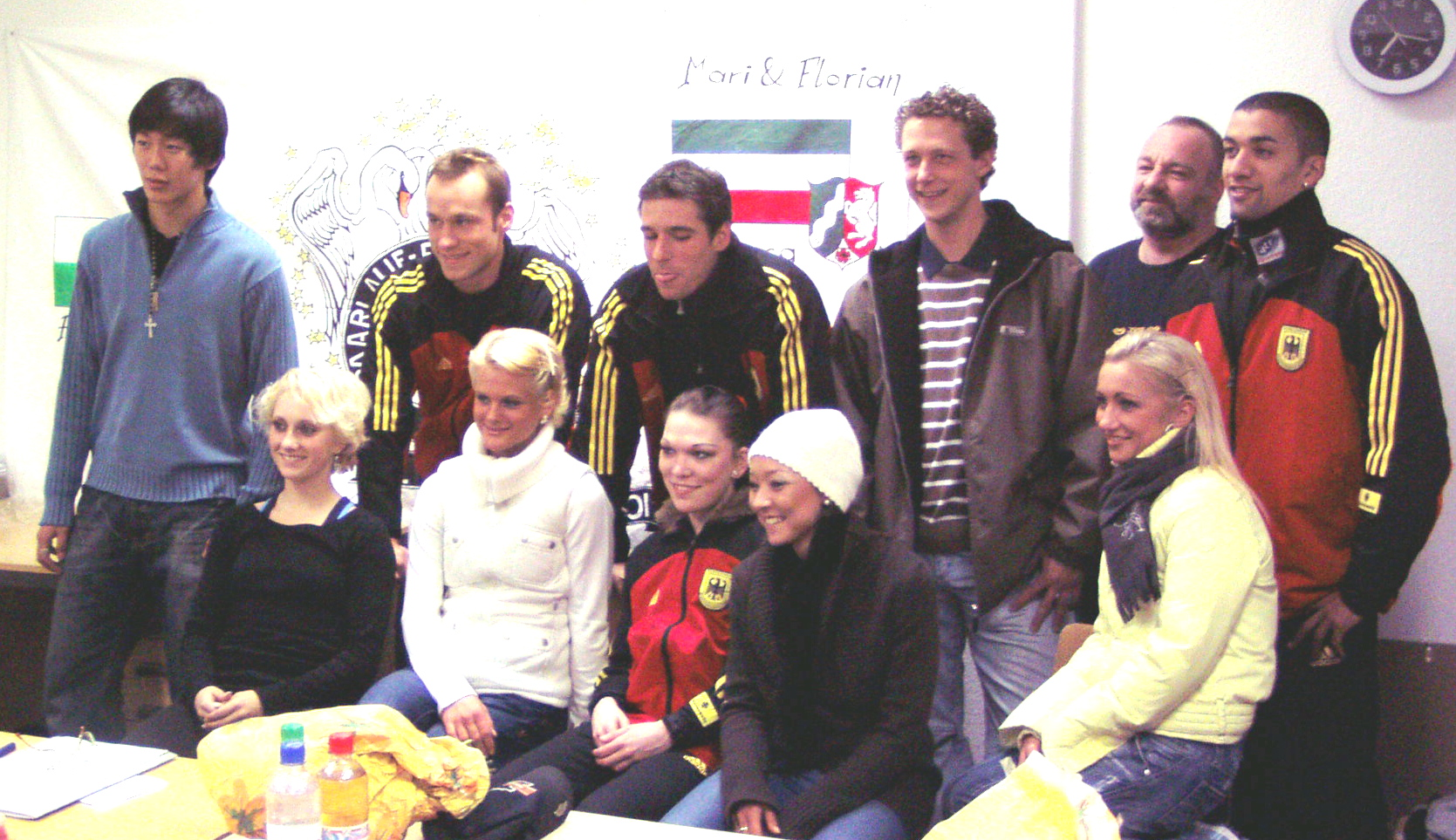
Alle deutschen Paare 2006; die Damen von links: Maylin Hausch, Rebecca Handke, Eva-Maria Fitze, Mari-Doris Vartmann, Aljona Savchenko; die Herren von links: Steffen Hörmann, Daniel Wende, Rico Rex, Florian Just, René Müller (Paarlauffanclub), Robin Szolkowy

Der Paarlauf ist eine Disziplin der Sportart Eiskunstlauf, bei der die Programme von einem Paar aus einer Dame und einem Herrn ausgeführt werden.
Paare zeigen synchron Einzellaufelemente und spezielle Paarlaufelemente wie geworfene Sprünge, Hebungen, Paarlaufpirouetten, Spiralen und Todesspiralen.
Der Paarlauf besteht aus zwei Teilen:
- dem Kurzprogramm mit Pflichtelementen,
- der Kür, in der die Elemente frei wählbar sind

## Kurzprogramm
Die Dauer des Kurzprogramms beträgt zwei Minuten und fünfzig Sekunden, jedoch muss nicht die gesamte Zeit genutzt werden. Jedes Element, das nach Ablauf der vorgeschriebenen Zeit begonnen wird, wird in der Wertung als ausgelassen betrachtet. Wenn die Sportler nicht innerhalb des Zeitlimits sein Kurzprogramm beendet, gibt es einen Abzug von 1.0 Punkten für jeweils fünf Sekunden. Der Zeitnehmer muss die Preisrichter informieren.

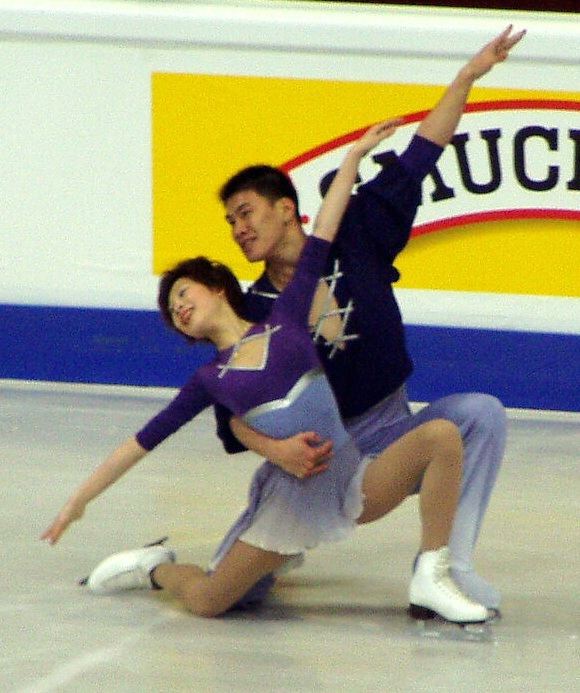
Das chinesische Paar Zhang Dan & Zhang Hao bei der Weltmeisterschaft 2004 in Dortmund

Das Kurzprogramm des Paarlaufens (Senioren und Junioren) besteht aus acht geforderten Elementen, die durch Verbindungselemente miteinander verknüpft werden. Die Reihenfolge ist beliebig wählbar. Weitere oder wiederholte, vorher misslungene Elemente sind nicht erlaubt; dies führt zu Abzügen in der Wertung.
Bei den Senioren setzt sich das Kurzprogramm aus den geforderten Elementen zusammen, die aus einer der folgenden drei Gruppen kommen. Die für die folgende Saison aktuelle Gruppe wird jeweils am 1. Juli eines Jahres festgelegt.

### Gruppe B
Saison 2004–2005
- irgendeine Lasso-Hebung (Gruppe fünf)
- ein Wurf-Twist (doppelt)
- ein geworfener Sprung (doppelt oder dreifach)
- ein Solosprung (doppelt oder dreifach)
- eine Solopirouettenkombination, mit nur einem Fußwechsel und mit mindestens einem Positionswechsel
- Paarlaufpirouettenkombination mit mindestens einem Positionswechsel und mit mindestens einem Fußwechsel (Stand-, Sitz-, Waagepirouetten und ihre Variationen)
- eine Todesspirale (rückwärts-einwärts)
- eine Spiralschrittfolge

### Gruppe C
Saison 2005–2006
- irgendeine Hand/Hüfte-Hebung (Gruppe drei)
- Wurf-Twist (doppelt)
- geworfener Sprung (doppelt oder dreifach)
- Solosprung (doppelt oder dreifach)
- Solopirouettenkombination mit nur einem Fußwechsel und mit mindestens einem Positionswechsel
- Paarlaufpirouettenkombination mit mindestens einem Positionswechsel und mit mindestens einem Fußwechsel (Stand-, Sitz-, Waagepirouetten und ihre Variationen)
- Todesspirale (vorwärts-einwärts)
- Schrittfolge (Längsschrittfolgen, Kreisschrittfolgen, Spiralenschrittfolgen)

### Gruppe A
Saison 2006–2007
- irgendeine Hand zu Hand-Hebung (Gruppe vier)
- ein Wurf-Twist (doppelt oder dreifach)
- ein geworfener Sprung (doppelt oder dreifach)
- ein Solosprung (doppelt oder dreifach)
- eine Solopirouettenkombination mit nur einem Fußwechsel und mit mindestens einem Positionswechsel
- Paarlaufpirouettenkombination mit mindestens einem Positionswechsel und mit mindestens einem Fußwechsel (Stand-, Sitz-, Waagepirouetten und ihre Variationen)

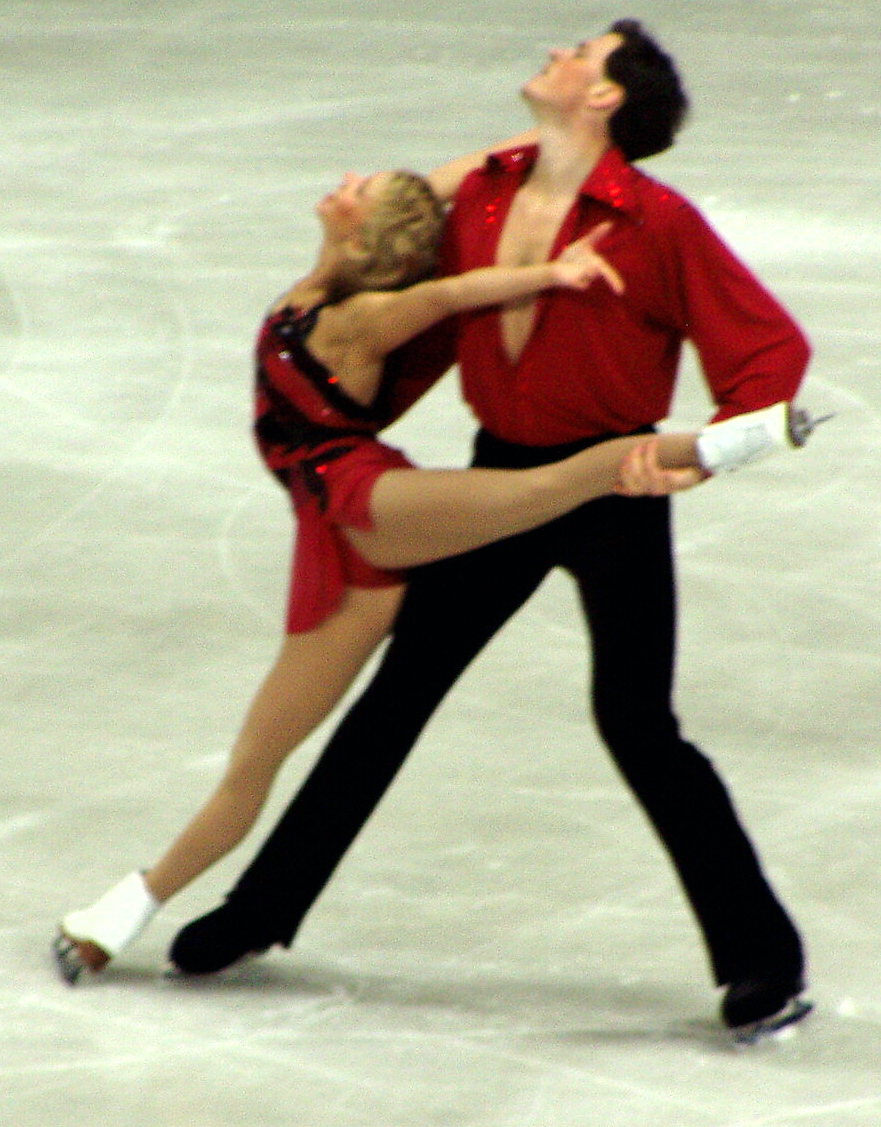
Tatjana Totmjanina und Maxim Marinin hier bei der Weltmeisterschaft 2004 in Dortmund

- Todesspirale (rückwärts-auswärts)
- Spiralfolge

## Kür
Die Dauer einer Kür beträgt bei den Senioren 4 ½ Minuten, bei den Junioren 4 Minuten. Den Sportlern ist es erlaubt, ihre Kür nach dieser Zeit mit einer Toleranz von plus oder minus zehn Sekunden zu beenden. Wenn ein Sportler nicht innerhalb des Zeitlimits seine Kür beendet, gibt es einen Abzug von 1.0 Punkten für jeweils fünf Sekunden. Der Zeitnehmer muss die Preisrichter informieren.
Die Paarlaufkür besteht aus einem gut ausgeglichenen Programm. Es beinhaltet einerseits Einzellaufelemente, die entweder symmetrisch (Spiegellauf) oder parallel (Schattenlauf) durchgeführt werden. Andererseits enthält es paarlaufspezifische Elemente wie Paarlaufpirouetten, Spiralen, Hebungen, geworfene Sprünge u. a., die harmonisch mit Schritten oder anderen Elementen verbunden sind.
- Alle Elemente müssen mit schwierigeren Verbindungsschritten und mit anderen Kürelementen, verschiedenen Posen und Haltungen verknüpft werden. Die ganze Eisfläche muss ausgenutzt werden.
- Beide Partner brauchen nicht immer die gleichen Bewegungen zu machen. Sie können sich ab und zu loslösen, der Eindruck der Einheit und der Harmonie des Paares muss aber dabei erhalten bleiben.
- Zu viel oder zu wenig gezeigte Elemente sowie eine geringere Anzahl an Verbindungselementen und anderen geeigneten Bewegungen in den Kürelementen müssen die Preisrichter als ein weniger gut ausgeglichenes Programm betrachten und Abzüge in der Technikwertung vornehmen.
- Wenn die Kür unerlaubte Elemente beinhaltet, muss es sowohl für die technische als auch für die künstlerische Wertung Abzüge geben.

### „Well Balanced Program“
Ein gut ausgeglichenes Seniorprogramm beinhaltet:
- höchstens drei verschiedene Hebungen (eine davon muss aus der Gruppe 3 oder 4 sein, auf vollgestreckter Hand/Händen);
- höchstens einen Wurf-Twist
- höchstens zwei verschiedene geworfene Sprünge;
- höchstens einen Solosprung;
- höchstens eine Sprungfolge (Anzahl der Sprünge ist beliebig);
- höchstens eine Paarlaufpirouettenkombination;
- höchstens eine Solopirouettenkombination;
- höchstens eine Todesspirale;
- höchstens eine Schrittfolge (Spiralschrittfolgen, Längsschrittfolgen, Kreisschrittfolgen, Serpentinenschrittfolgen) unter Ausnutzung der ganzen Eisfläche;
- höchstens eine Spiralfolge oder Kürelemente (Drehungen, Arabesque u.a) unter Ausnutzung der ganzen Eisfläche;
- höchstens ein zusätzliches Element – zweite Todesspirale (andere als die erste), andere Solo-/Paarlaufpirouettenkombination oder Solo-/Paarlaufpirouette;

### Sprungfolgen
Eine Sprungfolge besteht aus mehreren Sprüngen, die mit kleineren schnellen, nicht als Sprünge klassifizierten Schritten oder Drehungen verbunden sind. Eine Folge muss im Takt ausgeführt werden, so dass man sehen kann, wo sie beginnt und wo sie endet.

### Solopirouetten
Solopirouetten müssen mindestens sechs Drehungen und eine Paarlaufpirouettenkombination mindestens acht Drehungen haben. In der Pirouettenkombination ist ein Fußwechsel bei beiden Partnern obligatorisch. Es ist aber nicht nötig, dass beide diesen Wechsel gleichzeitig machen. Eine weitere Paarlaufpirouettenkombination oder Paarlaufpirouette muss nicht der vorgeschriebenen Anzahl von Drehungen genügen.

### Hebungen

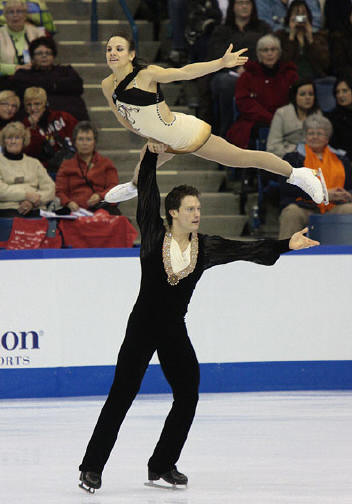
Meagan Duhamel und Craig Buntin führen bei den kanadischen Meisterschaften 2009 eine Hebung aus Gruppe 5 aus.

Eine Hebung ist ein vollständiges Heben mit vollausgestreckten Hebearmen.
- In allen Hebungen können sich beide Partner nur mit Haltungen Hand zu Hand, Hand zu Arm, Hand zu Taille, Hand zu Hüfte und Hand zu Bein (oberhalb des Knies) helfen.
- Eine Hebung besteht aus einer fließenden Aufwärts- und Abwärtsdrehbewegung, wobei der Hebende höchstens dreieinhalb Drehungen mit vollausgestrecktem Arm und die Partnerin mindestens zwei Drehungen macht.
- Eine getragene Hebung ist einfaches Tragen ohne Drehung (die Partnerin ist dabei nicht über dem Kopf des Partners). Bei einer getragenen Hebung sind die Haltungen nicht beschränkt.
- Kleine Hebungen, die Aufwärts-, Abwärts- oder Drehcharakter haben, bei denen der Partner die Arme nur in Schulternhöhe hebt oder die Partnerin am Bein hält, sind auch erlaubt, sie dürfen aber nicht mehr als anderthalb Drehungen enthalten.
- Nicht erlaubt sind solche Hebungen, bei denen der Partner die Partnerin an der Hand oder an den Beinen hält und um sich herum in der Luft dreht (Schleuderelemente). Weitere Drehbewegungen, bei denen ein Partner den anderen am Bein oder am Arm fasst, sind auch nicht erlaubt, trotzdem ist die sog. Todesspirale, bei der die Partnerin um den Partner kreist, erlaubt. Ein Schlittschuh der Partnerin muss die ganze Zeit hindurch das Eis berühren.
- Die schwierigste Hebung aus der Gruppe 5 ist die Axel-Lasso-Hebung (auch Seite-an-Seite-Lasso).
- In jeder Gruppe gilt: Der Schwierigkeitsgrad steigt, wenn eine Hebung nur mit einer Hand ausgeführt ist.

## Interpretationskür
Eine Interpretationskür betont mittels verschiedener Eiskunstlaufelemente eher die Harmonie des Eiskunstlaufens mit Musik und den künstlerischen Ausdruck als die technischen Schwierigkeiten.
- Höchstens drei Hebungen, eine davon kann eine Wurf-Lutz sein (doppelt oder dreifach).
- Ein geworfener Sprung (doppelt oder dreifach) ist erlaubt.
- Dreifache Sprünge sind nicht erlaubt.
- Erlaubt ist eine Sprungfolge oder -kombination, genauso wie ein einfacher oder doppelter Solosprung.
- Eine Solopirouette ist erlaubt. Andere paarlaufspezifische Elemente sind ohne Begrenzung möglich.
- Die Musikauswahl ist nicht beschränkt. Requisiten, die in der Hand gehalten, auf den Kopf gesetzt oder am Kostüm befestigt werden, sind erlaubt.